# 傑夫·鄧哈姆

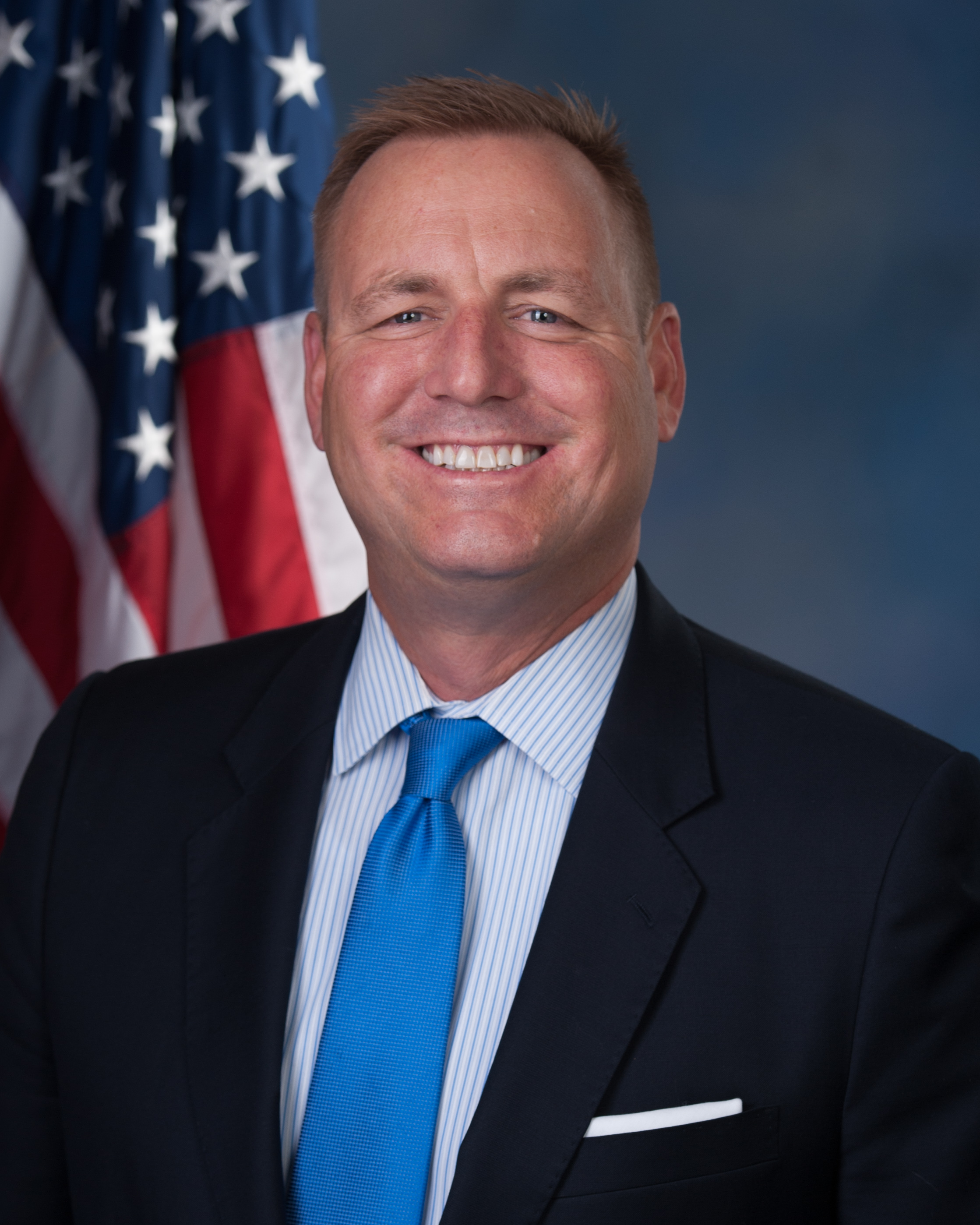

傑夫·鄧哈姆（英語：Jeff Denham，1967年7月29日—）是美國的一位政治人物。自2013年開始，他是加利福尼亞州第10選舉區選出的美國眾議院議員。他的黨籍是共和黨。他在2008年宣布將參加2010年眾議院議員選舉。